# Andrew Onwuegbuzie
Andrew Onwuegbuzie (* 11. April 1995 in Göttingen) ist ein deutscher Basketballspieler.

## Laufbahn
Onwuegbuzie, Sohn einer deutschen Mutter und eines nigerianischen Vaters, entstammt der Nachwuchsabteilung des ASC 1846 Göttingen. Über die ASC-Herrenmannschaft, für die er in der Saison 2012/13 erstmals in der ersten Regionalliga im Einsatz war, schaffte er den Sprung ins Aufgebot der BG Göttingen. Mit den „Veilchen“ gelang ihm in der Saison 2013/14 als Meister der 2. Bundesliga ProA der Aufstieg in die Basketball-Bundesliga. Onwuegbuzie kam im Meisterjahr auf fünf ProA-Einsätze für die BG und spielte vorrangig für den ASC in der Regionalliga sowie in der Göttinger U19-Jugendmannschaft in der Nachwuchs-Basketball-Bundesliga.
Nach vollbrachtem Gang in Deutschlands Basketball-Oberhaus bestritt er zwischen 2014 und 2016 41 Erstliga-Spiele für die „Veilchen“.
Im Sommer 2016 verließ er seine Heimatstadt und wechselte zum Zweitliga-Rückkehrer Ehingen/Urspring. Zur Saison 2017/18 ging er nach Göttingen zurück und schloss sich dem ASC 1846 Göttingen (1. Regionalliga) an. In der Vorbereitung auf das Spieljahr 2020/21 fand Onwuegbuzie wieder Aufnahme in das Bundesliga-Aufgebot der BG Göttingen und kam in der Folge auch zu Einsätzen.
Zur Saison 2021 wechselte der Lehramtsstudent (Fächer: Englisch und Sport) zum Drittligisten WWU Münster und 2022 zu den in derselben Spielklasse antretenden RheinStars Köln.

### Nationalmannschaft
Onwuegbuzie absolvierte in der Altersklasse U20 Länderspiele für Deutschland.